# Espalación

La espalación como resultado de un impacto puede ocurrir con penetración del objeto impactante o sin ella

La espalación (del inglés spall, ‘astilla’) es, en general, un proceso en el que un cuerpo emite fragmentos debido a un impacto o a la tensión que experimenta. En física nuclear, es el proceso en el que un núcleo pesado emite un gran número de neutrones al ser golpeado por una partícula altamente energética, lo que resulta en una reducción drástica de su peso atómico. En física de impactos, la palabra describe la eyección o vaporización de material de un blanco durante el impacto de un proyectil. En física planetaria, la espalación describe impactos meteoríticos en una superficie planetaria y los efectos del viento estelar sobre la atmósfera planetaria. En minería o geología, el término se puede referir a los fragmentos desprendidos de la superficie de una roca debido a la presión interna, un fenómeno habitual en las paredes de los pozos mineros. En antropología, el término espalación sirve para denominar a un proceso que se usa para hacer herramientas de piedra, como puntas de lanza, mediante la talla lítica.

## La espalación en la mecánica de sólidos
La espalación puede suceder cuando una onda de tensión se propaga a través de un material: si la magnitud de esta tensión excede la fuerza de tensión del material, se creará un fragmento en la parte libre. Este fragmento o astilla (en inglés, spall) actúa como un proyectil secundario, con una velocidad de hasta un tercio de la velocidad de la onda de choque sobre el material.

## Espalación láser
La espalación inducida por láser es una técnica experimental desarrollada a comienzos del siglo XXI para comprender la adhesión a un substrato de láminas delgadas. Se utiliza un láser pulsado de alta energía (típicamente, un Nd:YAG) para crear un pulso de tensión compresiva sobre un substrato en el que se propaga y refleja como una onda de tracción en el límite libre. Este pulso de tracción escarifica la película delgada mientras se propaga hacia el sustrato. Utilizando la teoría de ondas en sólidos es posible extraer la resistencia de la interfaz. El pulso de tensión creado en este ejemplo suele tener una duración de entre 3 y 8 nanosegundos, mientras que su magnitud varía en función de la fluencia del láser. Debido a la aplicación de carga sin contacto, esta técnica es muy adecuada para escarificar láminas ultradelgadas (de 1 micrómetro de espesor o menos). También es posible convertir una onda de tensión longitudinal en una tensión cortante usando un prisma de conformación de pulso y lograr la espalación mediante corte.

## Espalación nuclear
La espalación nuclear ocurre naturalmente en la atmósfera terrestre debido a los impactos de los rayos cósmicos, y también se da en la superficie de objetos en el espacio, como los meteoritos y las lunas. Las marcas de la espalación por rayos cósmicos evidencian que el material en cuestión ha formado parte de la superficie del objeto, y sirven para medir el tiempo de exposición.
La composición de los propios rayos cósmicos indica también que han sufrido espalación antes de llegar a la Tierra, puesto que la proporción de elementos ligeros tales como Li, B, y Be excede la media de la abundancia cósmica; estos elementos presentes en los rayos cósmicos se forman a partir de la espalación del oxígeno, nitrógeno, carbono y quizás silicio en el punto de origen o durante el largo trayecto hasta llegar a la Tierra. Se han detectado isótopos cosmogenicos de aluminio, berilio, cloro, yodo y neón formados por espalación de elementos terrestres sometidos a bombardeo de rayos cósmicos sobre la Tierra.
La espalación nuclear es uno de los procesos por el cual se puede producir un rayo de neutrones, usando un acelerador de partículas para bombardear mercurio, tántalo u otro metal pesado como objetivo. Cada impacto resulta en la emisión de 20 a 30 neutrones. A pesar de que es un proceso bastante más caro que la reacción en cadena de fisión nuclear en un reactor nuclear, presenta la ventaja que los haces de neutrones resultantes se pueden agrupar en pulsos con relativa facilidad. El concepto de espalación nuclear fue acuñado por el premio Nobel Glenn T. Seaborg en su tesis doctoral sobre la dispersión de los neutrones inelásticos en 1937.

## Producción de neutrones en fuentes de espalación de neutrones
En general, la producción de neutrones por espalación empieza en un acelerador de partículas de alta potencia, a menudo un sincrotrón. Como ejemplo, la fuente de neutrones ISIS se basa en algunos componentes del antiguo sincrotrón Nimrod, que ya no era productivo para la física de altas energías, pero que era capaz de emitir un haz pulsado de protones muy intenso. Los primeros experimentos se llevaron a cabo con blancos de uranio empobrecido, pero, a pesar de que producen los rayos de neutrones más intensos, tienen una vida media más corta, por lo que se empezaron a usar blancos de tántalo. Los procesos de espalación producen neutrones en el blanco, inicialmente con energías muy altas - una fracción significativa de la energía de los protones. Estos neutrones son desacelerados mediante moderadores de hidrógeno líquido o metano líquido hasta que alcanzan una energía apropiada para los experimentos.

## Instalaciones de espalación
- Fuente Europea de Neutrones por Espalación, en construcción (década de 2020), Suecia
- Fuente de neutrones ISIS, Harwell, Reino Unido
- J-PARC
- LANSCE en Los Álamos
- PSI Spallation Neutron Source (SINQ), Suiza
- Spallation Neutron Source de Oak Ridge, EE. UU.
- Fuente de neutrones de espalación de China